# Desnes
Desnes – miejscowość i gmina we Francji, w regionie Burgundia-Franche-Comté, w departamencie Jura.
Według danych na rok 1990 gminę zamieszkiwało 367 osób, a gęstość zaludnienia wynosiła 41 osób/km² (wśród 1786 gmin Franche-Comté, Desnes plasuje się na 398. miejscu pod względem liczby ludności, natomiast pod względem powierzchni na miejscu 499.).